# 反宮馬
反宮馬（はんきゅうば、ファンゴォンマー）は、シャンチー用語の1つ。「夾包屏風」とも呼ばれる。反宮馬は長い歴史を持つ布局であり、近代に成功を収めている。現代の棋士胡栄華はこの布局を好んで使用する。
以下は黒方（後手）が反宮馬である。
1. 炮二平五 馬2進3
2. 馬二進三 炮8平6
3. 車一平二 馬8進7[2]